# Schendylops schubarti
Schendylops schubarti är en mångfotingart som beskrevs av Pereira, Foddai och Minelli 2002. Schendylops schubarti ingår i släktet Schendylops och familjen småjordkrypare. Inga underarter finns listade i Catalogue of Life.